# André Kabile
André Kabile ou Kabyle est un footballeur français né le 17 novembre 1938 à Saint-Esprit (Martinique).

## Biographie
Débutant à Port-Saint-Louis, il fait toute sa carrière professionnelle, soit quinze saisons, comme défenseur au Nîmes Olympique. 
Il joue ensuite pour le stade Sainte-Barbe qui est le club phare de la Grand'Combe (30) et ce au plus haut niveau régional. Les supporters du SSB gardent un souvenir ému du joueur. Notons que c'est dans cette ville que repose un autre grand joueur de football : l'international Xercès Louis. 
Il joue également dans la sélection martiniquaise.
Il est le joueur le plus utilisé de l'histoire du club, avec 516 parties à son actif.
A partir de 1977 et jusqu'à la fin de sa carrière en 1979, il fut le dernier joueur né avant la Seconde Guerre mondiale, à jouer en Division 1.

## Palmarès
- Vice-Champion de France en 1972 avec le Nîmes Olympique
- Vice-Champion de France D2 en 1968 avec le Nîmes Olympique
- 431 matches et 7 buts marqués en Division 1